# Scheherazade (Schiff)
Die Scheherazade ist eine 140 m lange und 23,28 m breite Megayacht. Sie wurde 2020 in der Lürssen Werft gebaut. Der Eigentümer des Schiffes ist unbekannt.

## Beschaffenheit
Die Yacht hat sechs Decks. Sie hat 22 Kabinen für bis zu 40 Gäste und eine Crew von bis zu 90 Personen.
Auf dem Hauptdeck gibt es sechs Gästekabinen, einen großen Speisesaal und einen Wellness-Bereich mit Hamam, Sauna, Kryotherapiekammer und Hydromassageraum. Auf dem Oberdeck gibt es zwei VIP-Suiten. Auf dem Deck des Eigners gibt es zwei Suiten mit separaten Badezimmern, begehbaren Kleiderschränken, Arbeitszimmern und Umkleidekabinen. Die Yacht hat zwei Hubschrauberdecks, ein Fitnessstudio und (laut unbestätigten Aussagen) auch ein System zur Abwehr von Drohnen.

## Eigner und Nähe zum russischen Geheimdienst
Der Wert der Yacht wird  auf 700 Millionen US-Dollar geschätzt. Der tatsächliche Eigner der Scheherazade ist nicht zu verifizieren.
Die EU und zahlreiche andere Institutionen haben nach dem Beginn des russischen Überfalls auf die Ukraine Sanktionen verhängt. Mitte März 2022 haben Mitarbeiter der Guardia di Finanza das im Hafen von Marina di Carrara (Toskana, Italien) liegende Schiff durchsucht und den britischen Kapitän des Schiffes befragt. Dieser sagte später, er habe der Guardia di Finanza die geforderten Dokumente zur Klärung der Eigentumsverhältnisse übergeben.
Am 21. März 2022 veröffentlichte das Team von Alexei Nawalny eine Recherche, wonach Angehörige des russischen Schutzdienstes FSO in Schichtwechseln zur Scheherazade pendeln würden. Außer dem britischen Kapitän würden nur Russen auf dem Schiff arbeiten. Mit Hilfe von Telefon-, Flugticket- und Passdaten wurde als Assistent des Kapitäns Sergej Grischin ermittelt, der (wie etwa die Hälfte der eruierbaren Besatzungsmitglieder) dem FSO angehöre. Daraus folgerte das Nawalny-Team, die Yacht müsse dem russischen Präsidenten Wladimir Putin gehören. Der Kapitän behauptete, die Yacht würde nicht Putin gehören und er hätte ihn nie an Bord gesehen. Die Yacht gehört einer Firma namens Beilar Asset Ltd., die auf den Marshallinseln registriert ist.
Andere Quellen – so die italienische La Stampa – schrieben, die Scheherazade gehöre wohl zum Umfeld von Eduard Jurjewitsch Chudainatow, dem ehemaligen Präsidenten des russischen Mineralölunternehmens Rosneft. Die Lürssen Werft, in der die Scheherazade gebaut wurde, beruft sich auf „vollständige Vertraulichkeit“ und lehnt es ab, sich zum damaligen Auftraggeber zu äußern.
Der ukrainische Präsident Wolodymyr Selenskyj hat das italienische Parlament am 22. März 2022 in einer online übertragenen Rede aufgefordert, die Yacht zu beschlagnahmen.

### Beschlagnahme in Italien
Das italienische Finanzministerium hat das Schiff am 6. Mai 2022 festgesetzt. 
Zuvor hatte die New York Times berichtet, das Schiff sei vollgetankt, eilig beladen und am 3. Mai 2022 zu Wasser gelassen worden.
Anfang August 2023 berichtet die Financial Times laut orf.at, dass Italien, nämlich die für Beschlagnahmungen zuständige Agenzia del demanio und das Finanzministerium, einen Umbau des Schiffes genehmigt hätten.